# Copa Centenario Revolución de Mayo
Copa Centenario Revolución de Mayo (français : Coupe du Centenaire de la Révolution de Mai) est un tournoi international de football, organisé en Argentine du 29 mai au 12 juin 1910, organisé par l'association du football argentin. Il s'agissait du premier tournoi international par équipes organisé en Amérique du Sud auquel plus de deux équipes participaient. Copa Centenario Revolución de Mayo est considérée comme un prélude au grand tournoi sud-américain, qui s'appellera plus tard la Copa América.
Ce concours a eu lieu en l'honneur du centenaire de la Révolution de Mai. Avant cela, les compétitions internationales en Amérique du Sud n'étaient disputées que par les équipes nationales de l'Uruguay et de l'Argentine. Ces compétitions comprenaient la Copa Newton, la Copa Lipton, la Copa Premier Honor Argentino (en) et la Copa Premier Honor Uruguayo.
Parce qu'elle comprenait trois des quatre membres fondateurs ultérieurs de la Confédération sud-américaine de football, la Copa Centenario Revolución de Mayo était parfois appelée la première édition de la Copa América. Cependant, la CONMEBOL a reconnu le Championnat sud-américain de football de 1916 comme la première édition de la compétition. Le tournoi s'est déroulé sous forme de tournoi à la ronde entre les équipes nationales d'Argentine, du Chili et de l'Uruguay. Les trois matches se sont déroulés dans la capitale argentine, Buenos Aires.
Le tournoi s'est déroulé sous forme de poules entre les équipes nationales d'Argentine, du Chili et d'Uruguay. Les trois matchs se sont déroulés à Buenos Aires, le premier au stade tade des écoliers et les autres au stade de gymnastique et d'escrime.

## Stades

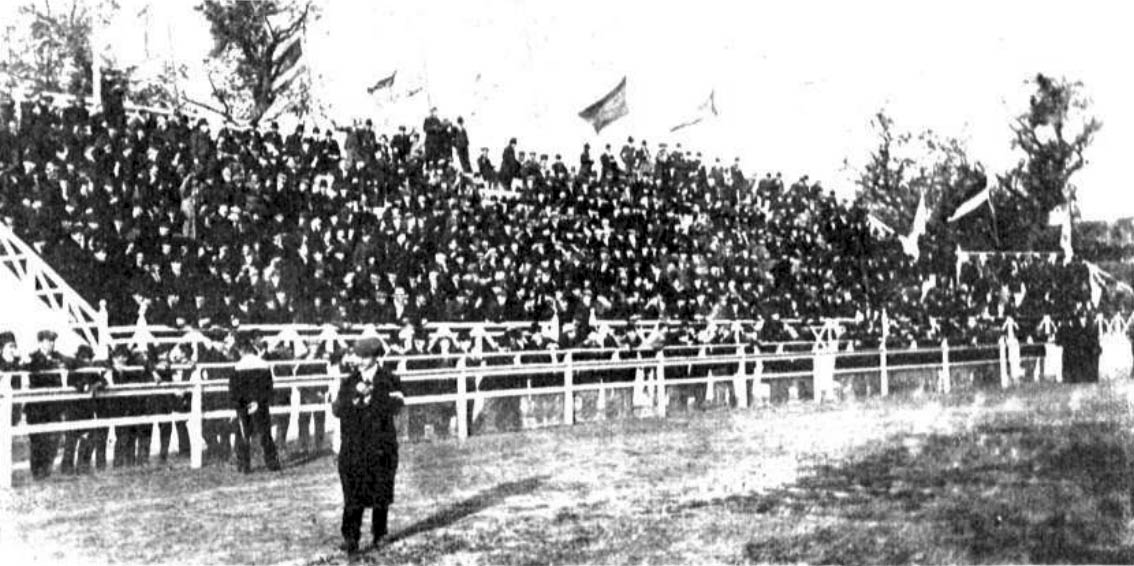
Stade de gymnastique et d'escrime.

Deux stades ont accueilli les matches, tous deux à Buenos Aires :
| Ville        | Stade                             |
| ------------ | --------------------------------- |
| Buenos Aires | Stade de gymnastique et d'escrime |
| Buenos Aires | Stade des écoliers                |

## Équipes

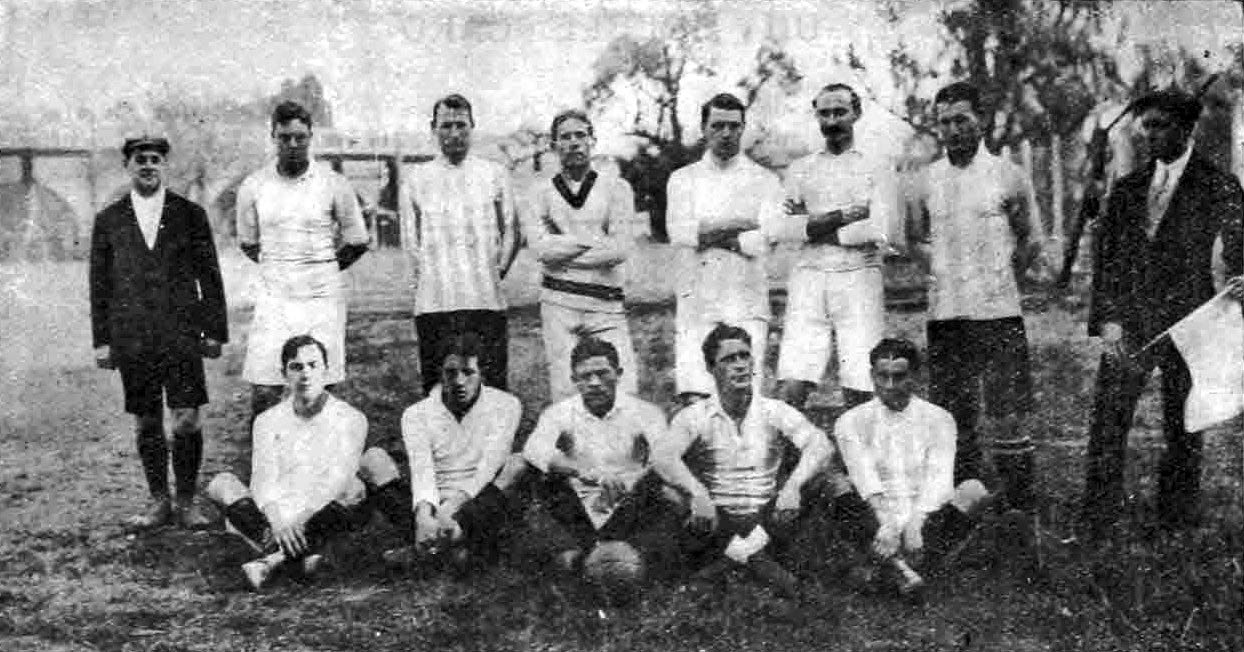
L'équipe d'Argentine a remporté la compétition.

Les participants étaient les nations dans lesquelles la fédération de football avait déjà été fondée ; en théorie, le Paraguay aurait également pu participer, puisque sa fédération a été fondée en 1906, mais le premier match de l'équipe nationale a eu lieu le 11 mars 1919.
Quoi qu'il en soit, aucune nation n'a été enregistrée à la Confédération sud-américaine de football, puisqu'elle a été fondée le 9 juillet 1916.
| Équipe                | Fondation de la Fédération |
| --------------------- | -------------------------- |
| Argentine (Pays hôte) | 1893                       |
| Chili                 | 1895                       |
| Uruguay               | 1900                       |

## Tournoi

### Résumé

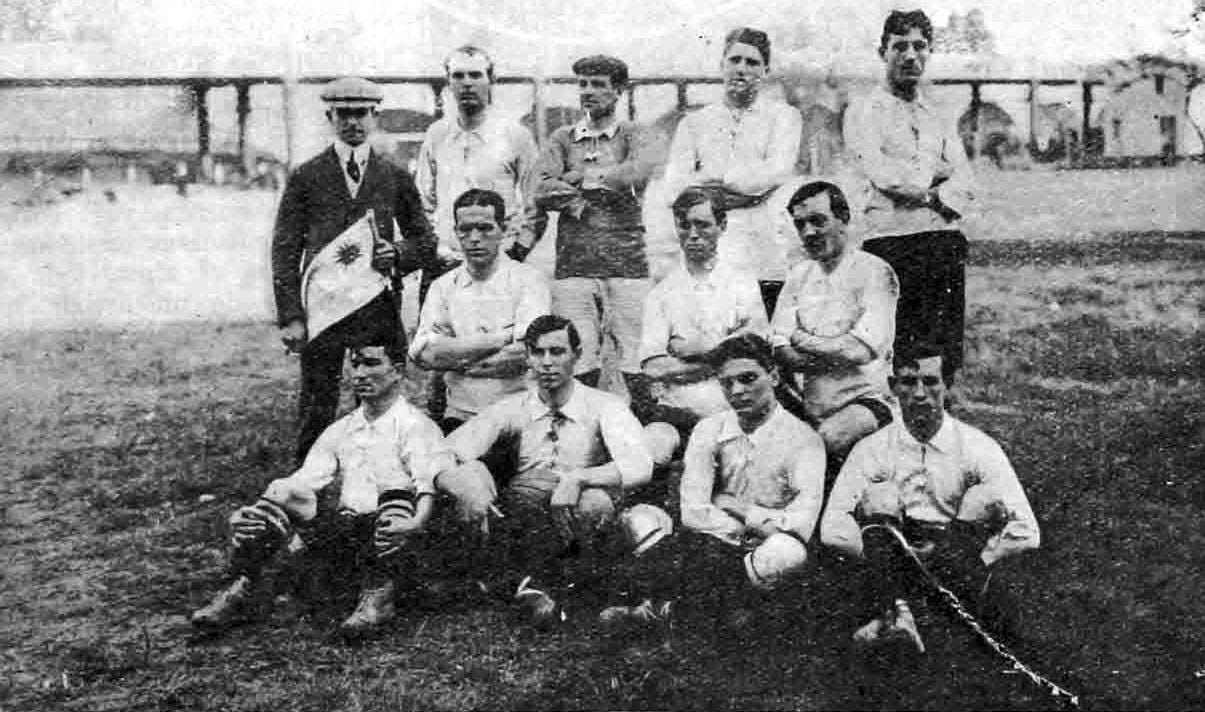
L'équipe uruguayenne est finaliste de la compétition.

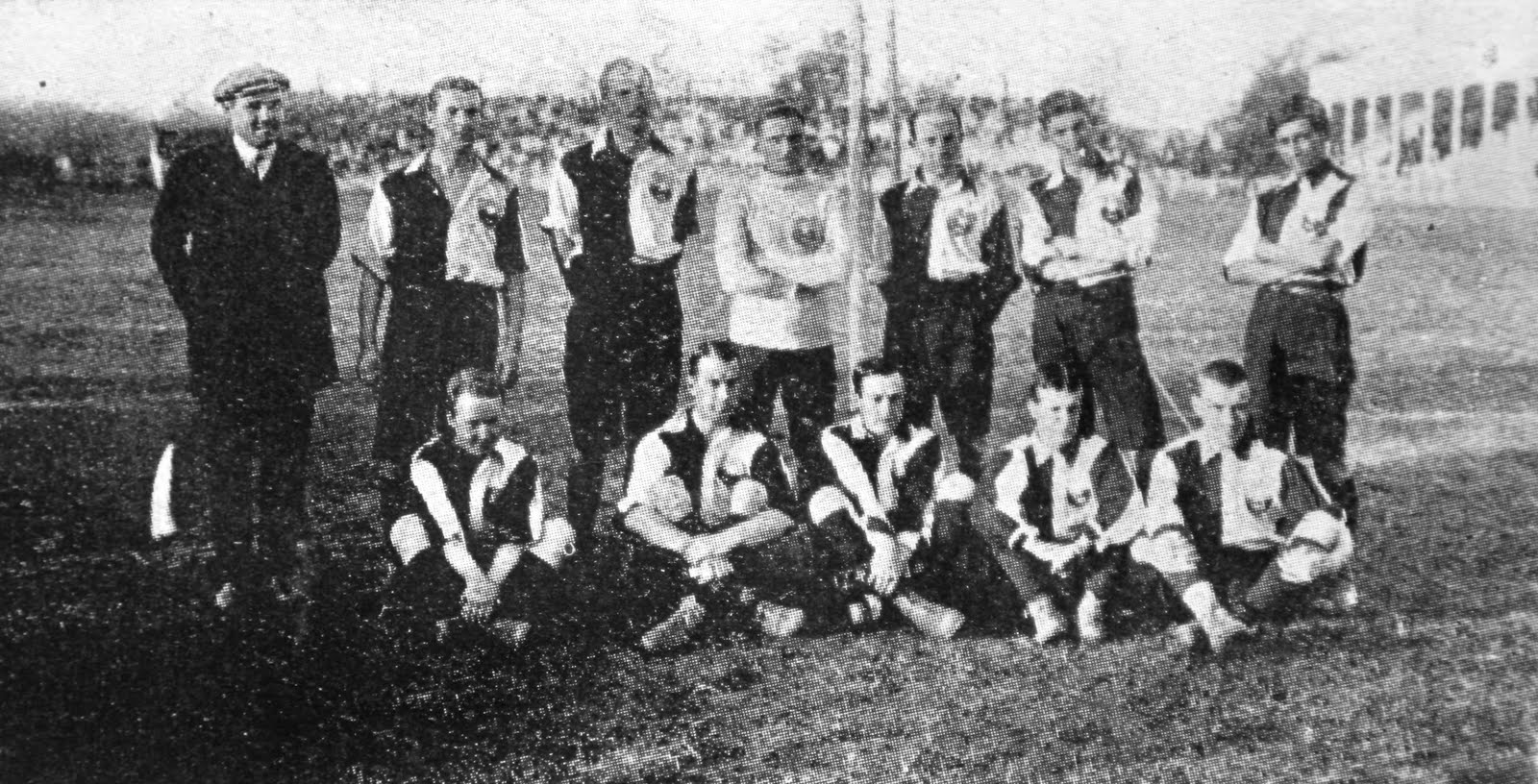
L'équipe chilienne est troisième de la compétition.

La compétition a marqué les débuts de l'équipe du Chili, formée par les deux fédérations du pays, la Fédération du Chili de football (fondée en 1895) et la Fédération nationale des sports (fondée en 1909). Parmi les pays où l'on pratiquait le football à l'époque, le Chili était le seul à n'avoir jamais eu d'équipe nationale et était donc peu connu. Le premier uniforme de l'équipe nationale chilienne était moitié blanc et moitié rouge. Les deux autres équipes nationales, l'Argentine et l'Uruguay, sont actives depuis 1902 (date de leur première rencontre au niveau des compétitions officielles).
Lors du match d'ouverture le 29 mai 1910, l'Uruguay bat le Chili : cinq minutes plus tard, l'attaquant uruguayen José Piendibene marque le premier but, et à la fin du match, José Bracchi et Robert Sidney Buck marquent deux fois pour porter le score à 3-0. Même l'Argentine, lors du deuxième match organisé le 5 juin, n'a rencontré aucune difficulté face au Chili. À la fin de la première mi-temps, le score était de 3-0 en leur faveur, grâce à un but de José Viale et un doublé de Juan Enrique Hayes. Le Chili a tenté de revenir au score via le but de Colin Campbell à la 50e minute, mais Gottlob Weiss et Maximiliano Susán ont terminé le match 5-1 pour l'Argentine.
Tout s'est décidé une semaine plus tard lors de la confrontation directe entre l'Argentine et l'Uruguay. Viale, Weiss et Arnold Watson Hutton menaient 3-0, ce à quoi l'Uruguay a répondu avec un but de Piendibene à la 58e minute. Cependant, à la 64e minute, Susán a marqué le quatrième but pour terminer le match sur le score de 4-1, ce qui a donné une révolution à la Copa Centenario Revolución de Mayo pour l'Argentine.

### Classement
La formule prévoyait que les trois équipes participantes s'affronteraient dans un seul tournoi à la ronde, l'équipe classée première remportant le tournoi. Pour chaque victoire, 2 points étaient attribués, 1 pour chaque match nul et 0 pour chaque défaite.

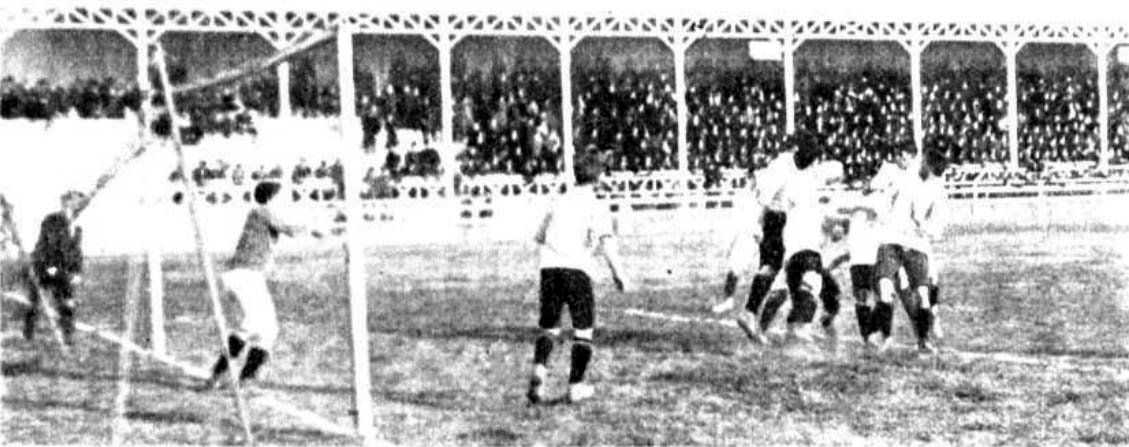
Le dernier match entre l’Argentine et l’Uruguay.

| Rang | Équipe    | Pts | J | G | N | P | Bp | Bc | Diff |
| ---- | --------- | --- | - | - | - | - | -- | -- | ---- |
| 1    | Argentine | 4   | 2 | 2 | 0 | 0 | 9  | 2  | +7   |
| 2    | Uruguay   | 2   | 2 | 1 | 0 | 1 | 4  | 4  | 0    |
| 3    | Chili     | 0   | 2 | 0 | 0 | 2 | 1  | 8  | -7   |

     Vainqueur;
Pts = points; J = joués; G = gagnés; N = nuls; P = perdus; Bp = buts pour; Bc = buts contre; Diff = différence de buts

### Matches
| 29 mai 1910 | Uruguay                                | 3–0 | Chili | Stade des écoliers, Buenos Aires           |                                            |
|             | Piendibene 6e · Bracchi 75e · Buck 85e |     |       | Spectateurs : 6 000 Arbitrage : José Susán | Spectateurs : 6 000 Arbitrage : José Susán |

| 5 juin 1910 | Argentine                                         | 5–1 | Chili        | Stade de gymnastique et d'escrime, Buenos Aires |                                             |
|             | Viale 16e · Hayes 26e 40e · Weiss 66e · Susán 82e |     | Campbell 50e | Spectateurs : 2 500 Arbitrage : León Peyrou     | Spectateurs : 2 500 Arbitrage : León Peyrou |

| 12 juin 1910 | Argentine                                             | 4–1 | Uruguay        | Stade de gymnastique et d'escrime, Buenos Aires  |                                                  |
|              | Viale 15e · Hayes 43e · Watson Hutton 50e · Susán 64e |     | Piendibene 58e | Spectateurs : 8 000 Arbitrage : Armando Bergalli | Spectateurs : 8 000 Arbitrage : Armando Bergalli |

## Statistiques

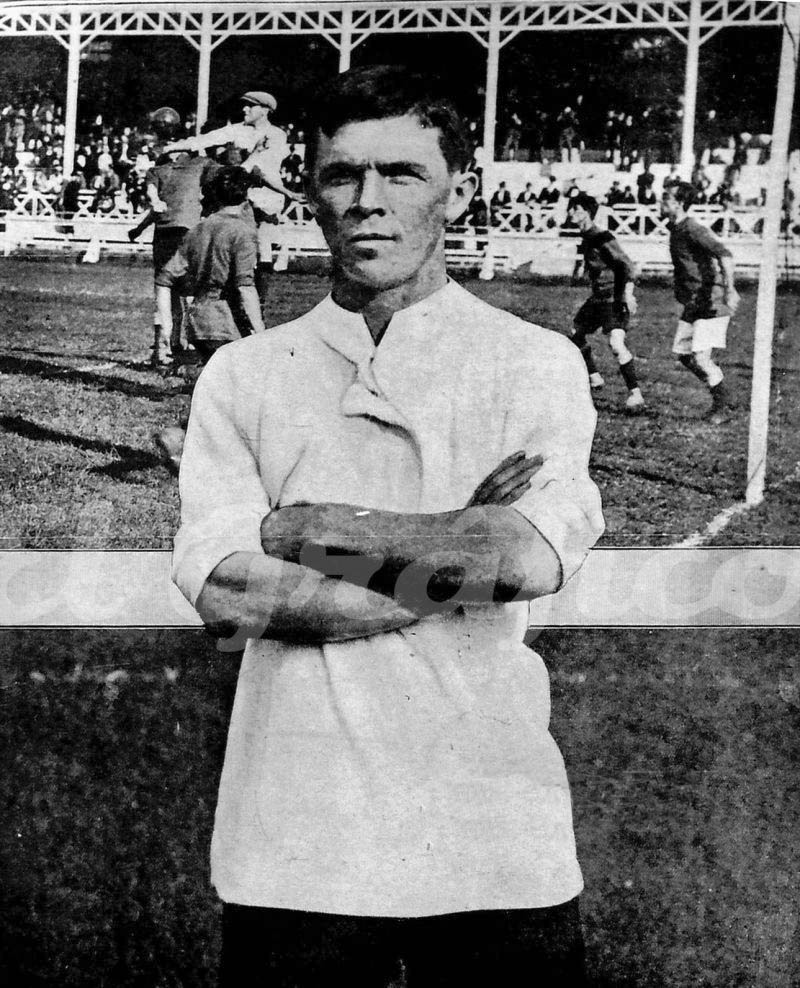
L'Argentin Harry Hayes, meilleur buteur de la compétition.

### Meilleurs buteurs
Il y a eu 14 buts marqués en 3 matchs, pour une moyenne de 4,67 buts par match.
3 buts
- Juan Enrique Hayes

2 buts
- Maximiliano Susán
- José Viale
- José Piendibene

1 but
- Arnold Watson Hutton
- Gottlob Weiss
- Colin Campbell
- José Bracchi
- Robert Sidney Buck